# Anomoderus lebisi
Anomoderus lebisi là một loài bọ cánh cứng trong họ Cerambycidae.